# Marcel Michelin
Pour les articles homonymes, voir Michelin (homonymie).
Pour les autres membres de la famille, voir Famille Michelin.
Marcel Michelin (Paris, 12 avril 1886 - Ohrdruf, 21 janvier 1945), fils d'André Michelin, est un homme d'affaires français. Fondateur et premier président en 1911 de l'Association sportive Michelin (future AS Montferrand), résistant durant la Seconde Guerre mondiale, il mourut en déportation à Buchenwald. Aujourd'hui, le stade Marcel-Michelin à Clermont-Ferrand porte son nom.

## Éléments biographiques
Il organisa une démonstration record de micheline le 10 septembre 1931. Le prototype Michelin no 5 fit un aller et retour entre Paris-Saint-Lazare et Deauville, parcourant au retour la distance de 219,2 km, qui sépare les deux gares, en 2 h pile, ou 110 km/h de moyenne.
Fondateur de l'Association sportive michelin, il est président d'honneur du Comité Centre de rugby à XV (le Comité Auvergne n'existait pas encore) et Médaillé d'or de l'AS Montferrand en 1936.
Il participe en septembre 1936 à l'occupation de la préfecture, prenant la tête des Enfants d’Auvergne, qui forment une « garde volontaire civile » destinée à protéger les intérêts de Michelin.
Durant l'Occupation, Marcel Michelin est résistant. Arrêté avec son fils, il est déporté et meurt au camp de Buchenwald (Ohrdruf) après avoir été sauvé à deux reprises d'affectation dans les Kommandos, très durs, grâce à son « hospitalisation » décidée par le déporté et docteur Joseph Brau, médecin radiologue du Revier. La troisième affectation, faite par surprise la nuit, lui sera fatale.
Marcel Michelin épousa à Clermont-Ferrand en octobre 1912 Yvonne Bousquet, fille du docteur Bousquet, directeur de l'École de médecine. Ses fils Philippe et Hubert servent dans la Royal Air Force, son autre fils, Jean-Pierre Michelin (né le 15 juillet 1918), est Français libre et avait réussi à s'embarquer clandestinement sur le sous-marin Casabianca mais est tué en Corse à Conca le 22 septembre 1943 lors de la libération de l'île.
Fernand Gambiez, commandant d'un bataillon de choc, note dans son ouvrage sur la Libération de la Corse : « Je dispose du groupe Michelin, soit : Michelin, deux sous-officiers et dix chasseurs. ». Il verra l'aspirant Michelin et son guide tués à bout portant par les Allemands. Michelin est inhumé au cimetière des Carmes de Clermont-Ferrand.
Le stade Marcel Michelin de Clermont-Ferrand, porte son nom et accueille les matchs de Rugby à XV du club ASM, anciennement Association Sportive Michelin, devenue Association sportive Montferrandaise, puis ASM Clermont Auvergne. Le club, membre du Top 14, a donné de nombreux joueurs à l'équipe de France, et l'équipe est aujourd'hui classée parmi les six meilleures équipes nationales.